# Улица Бехтерева (Воронеж)
У́лица Бе́хтерева — улица в городе Воронеж. Проходит по оврагу, поднимаясь от улицы Чернышевского к Советской площади.

## История
Улица сформировалась в конце XVIII века. До революции 1917 года улица называлась Вяхиревской, по фамилии проживавших на ней купцов и промышленников Вяхиревых. Реже называлась Мало-Богословской, по несохранившейся Богословской церкви у нижнего конца улицы.
В 1928 году улица получила имя видного русского психиатра Владимира Михайловича Бехтерева (1857—1927).
Застройка верхнего конца улицы была разрушена в 1976 г. в связи со строительством нового здания драматического театра, сохранился лишь ансамбль Покровской церкви.

## Архитектура
- № 1 — дом крестьянина А. А. Фролова, построен в начале XX века[1].
- № 5 — дом Е. И. Ивановской, жены подполковника, построен в 1911 году[2][3][4][5]
- № 16 — дом крестьянина Д. П. Каргашина, построен в 1911 году[1].
- № 36 — ансамбль Покровской церкви.